# Fiesta Nacional de la Nieve
La Fiesta Nacional de la Nieve se celebra cada año al iniciarse la estación invernal (entre junio y julio), en la ciudad de San Carlos de Bariloche, Río Negro, Argentina.
Tiene una duración de siete días. Durante esa semana se realizan actividades como Concursos de tejidos regionales, Concurso de hacheras y de hacheros, Carreras de mozos, Espectáculos de artistas nacionales e internacionales, Desfile de Carrozas, Bajada de antorchas y Elección de la Reina Nacional de la Nieve. Siempre al finalizar el evento hay un espectáculo de fuegos artificiales.

## Historia
La Fiesta de la Nieve nació en 1954 y fue organizada en Bariloche por la Administración de Parques Nacionales. La misma se realizó en el Cerro Catedral y en esa oportunidad se destacó la presencia del triple campeón mundial de esquí, Stein Eriksen.
En 1971 el Poder Ejecutivo de la Nación designó a San Carlos de Bariloche sede de la "I Fiesta Nacional de la Nieve" (Decreto 1580/71). La misma fue organizada por la Dirección Municipal de Turismo. Año tras año el Gobierno nacional ratificaba a Bariloche como sede de la Fiesta.
El 10 de marzo de 1977, por decreto nº 260, el gobierno de la Provincia de Río Negro estableció la composición y funciones del comité organizador. Y al año siguiente se estableció la creación e integración de la Comisión Permanente Organizadora de la Fiesta de la Nieve con sede en Bariloche. A partir de ese año la fiesta fue organizada por esta comisión.
En 1979 el Ministerio de Bienestar Social, la Secretaria de Deportes y de Turismo de la Nación, declararon con carácter anual y sucesivo a la ciudad de San Carlos de Bariloche, Provincia de Río Negro., como "sede permanente", de la Fiesta Nacional de la Nieve.